# 1933 au Québec
Cet article traite des événements survenus en 1933 au Québec. 

## Événements

### Janvier
- 10 janvier : début de la deuxième session de la 18e législature. Maurice Duplessis est nommé chef de l'opposition officielle par son caucus[1].
- 17 janvier : début d'une conférence interprovinciale dont le but est d'élaborer de nouvelles mesures pour lutter contre le chômage, qui atteint maintenant un niveau inégalé. Le premier ministre Taschereau y demande une subvention fédérale pour continuer sa politique de retour à la terre[2].
- 26 janvier : le ministre Adélard Godbout annonce une réorganisation de son ministère de l'Agriculture afin de le rendre plus performant[3].

### Février
- 3 février : le gouvernement Taschereau annonce une réduction de 25 % du personnel de la fonction publique[4].
- 9 février : lors de son discours du budget, le trésorier Ralph Frederick Stockwell annonce un premier déficit en vingt ans[5].
- 23 février : une nouvelle loi sur le suffrage féminin est votée à l'Assemblée législative. Il est négatif, la majorité étant de 33[6].

### Mars
- 13 mars : l'archevêque de Québec, Jean-Marie-Rodrigue Villeneuve, est promu cardinal[7].

### Avril
- 6 avril : des membres de la communauté juive de Montréal manifestent contre la politique antisémite du régime nazi en Allemagne[8].
- 13 avril : la session est prorogée[9].
- 15 avril : le marché Atwater est inauguré à Montréal[10].
- 20 avril : certains leaders du mouvement Jeune-Canada protestent contre le fait que des Canadiens aient participé à la manifestation antisémite du 6 avril. Ce sont Pierre Dansereau, Pierre Dagenais et André Laurendeau[11].

### Juin
- 5 juin : inauguration du Musée du Québec sur les Plaines d'Abraham[12].
- 9 juin : un incendie détruit le village de Val-Alain. Il s'agit du second en deux ans[13].

### Juillet
- 14 juillet : les cendres de Calixa Lavallée sont finalement rapatriées au Québec. Mort en 1891, il avait été inhumé alors à Boston[14].
- 20 juillet : le journal La Patrie devient la propriété de La Presse[15].
- 21 juillet : une entente intervient entre Québec et Ottawa pour une aide accrue au chômeurs. On y décide la construction de la route transcanadienne[16].
- 28 juillet : un incendie détruit le théâtre Impérial sur la rue Saint-Joseph à Québec[17].

### Septembre
- 7 septembre : Montréal annonce la fin du péage sur le pont Jacques-Cartier[18].
- 11 septembre : le maire de Montréal Camillien Houde annonce qu'il n'appuiera pas la candidature de Maurice Duplessis lors de la prochaine convention conservatrice. Il déclare qu'il a été déloyal envers ses chefs dans le passé[19].
- 25 septembre : Onésime Gagnon annonce sa candidature à la chefferie du Parti conservateur du Québec[20].

### Octobre
- 4 octobre : Maurice Duplessis est élu chef du Parti conservateur lors de la convention de Sherbrooke. Il obtient 332 voix contre 314 pour Onésime Gagnon[21].

### Novembre
- Novembre : 700 bûcherons de Rouyn déclenchent une grève. Ils demandent que leur salaire soit augmenté à 3.5 cents le billot. Avant 1929, ils recevaient 9 cents le billot mais le salaire n'a fait que baisser depuis. Après quelques semaines, la police interviendra pour réprimer la grève[22].
- 7 novembre : le libéral Alexandre Gaudet remporte l'élection partielle de Nicolet[23].
- 14 novembre : le libéral Thomas Lapointe remporte l'élection partielle dans le comté de Wolfe[24].
- 21 novembre : 
  - le libéral Théodule Rhéaume est élu sans opposition lors de l'élection partielle de Jacques-Cartier[24].
  - les évêques du Québec publient une lettre collective dénonçant les dangers du communisme[25].

### Décembre
- 29 décembre : il fait -34 degrés Celsius à Montréal, un record de froid dans le sud du Québec depuis le début du siècle[26].

## Naissances
- Jean Monbourquette (prêtre oblat, psychologue et essayiste) († 2011)
- Virginie Boulanger (journaliste) († 10 novembre 2022)
- Jean-Paul Guimond (chanteur folklorique) († 24 juillet 2025)
- 11 janvier - Monique Joly (actrice) († 8 juillet 2015)
- 24 janvier - Claude Préfontaine (acteur) († 5 janvier 2013)
- 29 janvier - Jacques Fauteux (animateur) († 30 juin 2009)
- 31 janvier - Camille Henry (joueur de hockey sur glace) († 11 septembre 1997)
- 2 février - Camil Chouinard (conseiller linguistique et journaliste) († 16 décembre 2020)
- 11 février - Lionel Duval (journaliste sportif)  († 30 septembre 2016)
- 12 février - Élaine Bédard (mannequin)
- 4 mars - John Ciaccia (homme politique) († 7 août 2018)
- 29 mars - Jacques Brault (homme de lettres et professeur) († 19 octobre 2022)
- 26 avril - Gérald Tougas (écrivain) († 1er octobre 2019)
- 13 mai -
  - Aglaé (chanteuse) († 19 avril 1984)
  - Jean-Gilles Massé (homme politique)  († 19 novembre 1991)
- 24 mai - Réal Giguère (chanteur, animateur et scénariste) (11 février 2019)
- 10 juin - Tex Lecor (chanteur et peintre) († 9 septembre 2017)
- 2 juillet - Peter Desbarats (auteur, dramaturge et journaliste) († 11 février 2014)
- 8 juillet - Antonio Lamer (homme de loi) († 24 novembre 2007)
- 13 juillet
  - Vincent Lemieux (politologue) († 18 juillet 2014)
  - Albert Lisacek (en) (policier) († 20 novembre 2012)
- 14 juillet - Robert Bourassa (ancien premier ministre du Québec) († 2 octobre 1996)
- 22 août - Jérôme Lemay (chanteur) († 20 avril 2011)
- 30 août - Don Getty (ancien premier ministre de l'Alberta) († 26 février 2016)
- 18 septembre - Scott Bowman (entraineur de hockey)
- 19 septembre - Gilles Archambault (romancier)
- 20 septembre - Maurice Tanguay (homme d'affaires et philanthrope)  († 25 février 2021)
- 9 octobre - France Nadeau (journaliste) († 9 juillet 2019)
- 12 octobre - Guido Molinari (artiste peintre) († 21 février 2004)
- 19 octobre - Jacques Brault (homme de lettres et professeur) († 19 octobre 2022)
- 31 octobre - Phil Goyette (joueur de hockey)
- 17 novembre - Raymond Lemieux (architecte et Grand Québécois) († 7 avril 2018)
- 23 novembre - Clémence DesRochers (humoriste et actrice)
- 27 novembre - Jacques Godbout (écrivain et cinéaste)
- 30 novembre - Robert Silverman (militant pour le cyclisme) († 20 février 2022)
- 9 décembre - Monique Miller (actrice)
- 11 décembre - Rock Demers (producteur) († 17 août 2021)
- 17 décembre - Claude Provost (joueur de hockey) († 17 avril 1984)

## Décès
- 26 février - Frédéric-Hector Daigneault (en) (homme politique) (º 19 mai 1860)
- 25 mars - Adélard Bellemare (homme politique) (º 2 mars 1871)
- 16 avril - Achille Bergevin (homme politique) (º 3 mars 1870)
- 15 septembre - Édouard-Émile Léonard (homme de loi) († 11 décembre 1872)
- 20 novembre - Ovide Charlebois (personnalité religieuse) (º 17 février 1862)
- 30 novembre - Arthur Currie (général lors de la Première Guerre mondiale) (º 5 décembre 1875)